# Wspólne posiedzenie Sejmu i Senatu

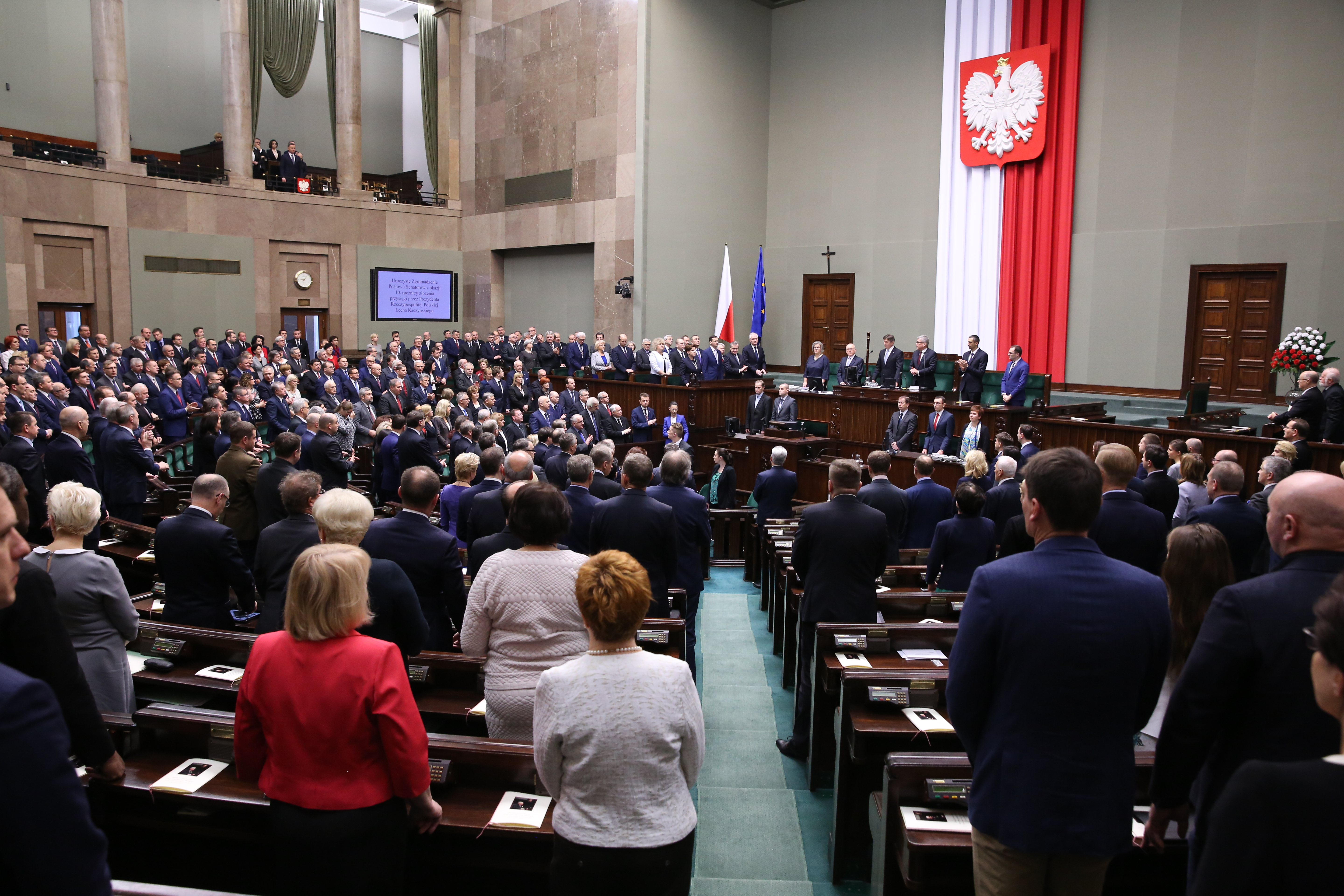
Zgromadzenie posłów i senatorów z okazji 10. rocznicy zaprzysiężenia Lecha Kaczyńskiego na prezydenta w Sali Posiedzeń Sejmu (22 grudnia 2015)

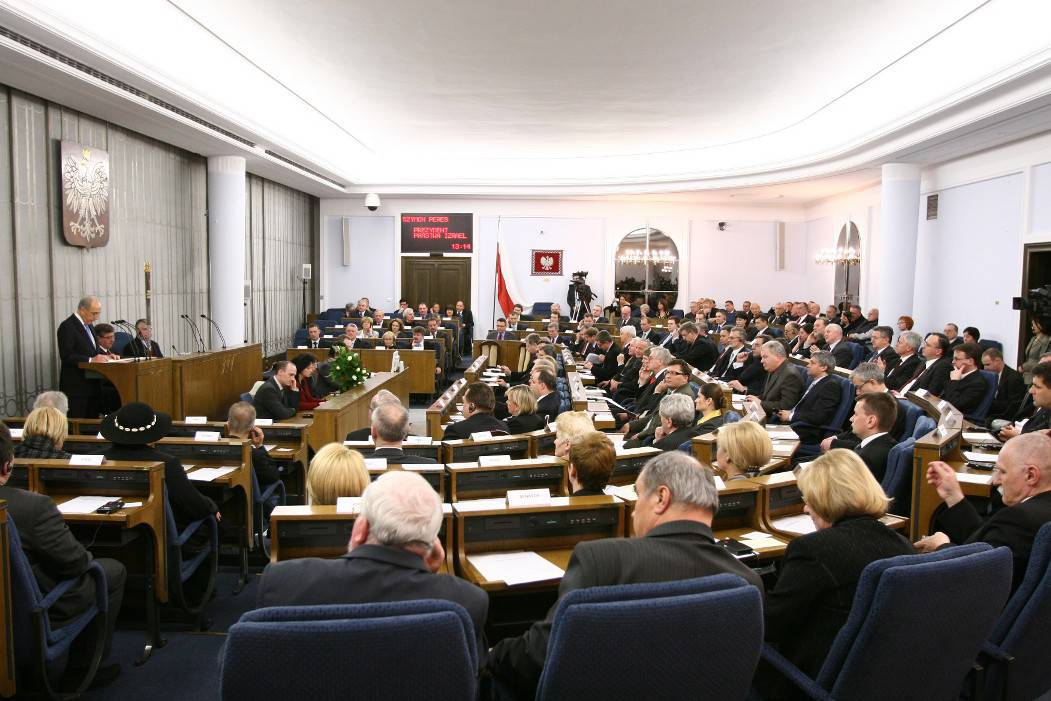
Zgromadzenie posłów i senatorów zwołane w celu wysłuchania wystąpienia prezydenta Izraela Szimona Peresa w Sali Obrad Senatu (17 kwietnia 2008)

Wspólne posiedzenie Sejmu i Senatu lub Zgromadzenie posłów i senatorów – określenia przyjęte na nieformalne, wspólne zebranie wszystkich posłów i senatorów Rzeczypospolitej Polskiej w określonym miejscu i czasie, obradujące pod przewodnictwem Marszałka Sejmu, Marszałka Senatu lub wyjątkowo wicemarszałków, czy nawet innych osób.

## Opis
Tego typu posiedzenia zwykle odbywają się w Sali Posiedzeń Sejmu, rzadziej – w Sali Obrad Senatu. Zwoływane są przez marszałków obu izb w szczególnych okolicznościach, np. z okazji wizyt głów państw czy uczczenia ważnych wydarzeń lub ich rocznic. W okresie Polskiej Rzeczypospolitej Ludowej podobną rolę pełniło uroczyste posiedzenie Sejmu, zaś w II Rzeczypospolitej również uroczyste posiedzenie Senatu. W zgromadzeniu, oprócz marszałków obu izb polskiego parlamentu, często biorą udział również Prezydent i Prezes Rady Ministrów, a także inni zaproszeni goście.
Inną sytuacją zebrania posłów i senatorów w okolicznościach określonych w konstytucji RP jest Zgromadzenie Narodowe, które posiada określone wyłączne kompetencje (art. 114 ust. 1 w zw. z art. 114 ust. 2, art. 130, art. 131 ust. 2 pkt 4, art. 140 i art. 145 ust. 2 Konstytucji).
W przeciwieństwie do Zgromadzenia Narodowego, ten rodzaj zgromadzenia parlamentarzystów, nie jest w ogóle konstytucyjnym organem państwa. Nie posiada też jednej, legalnej, oficjalnej nazwy (posiedzenie, zgromadzenie, spotkanie; Sejmu i Senatu, posłów i senatorów), ani własnego regulaminu

## Wspólne posiedzenia Sejmu i Senatu

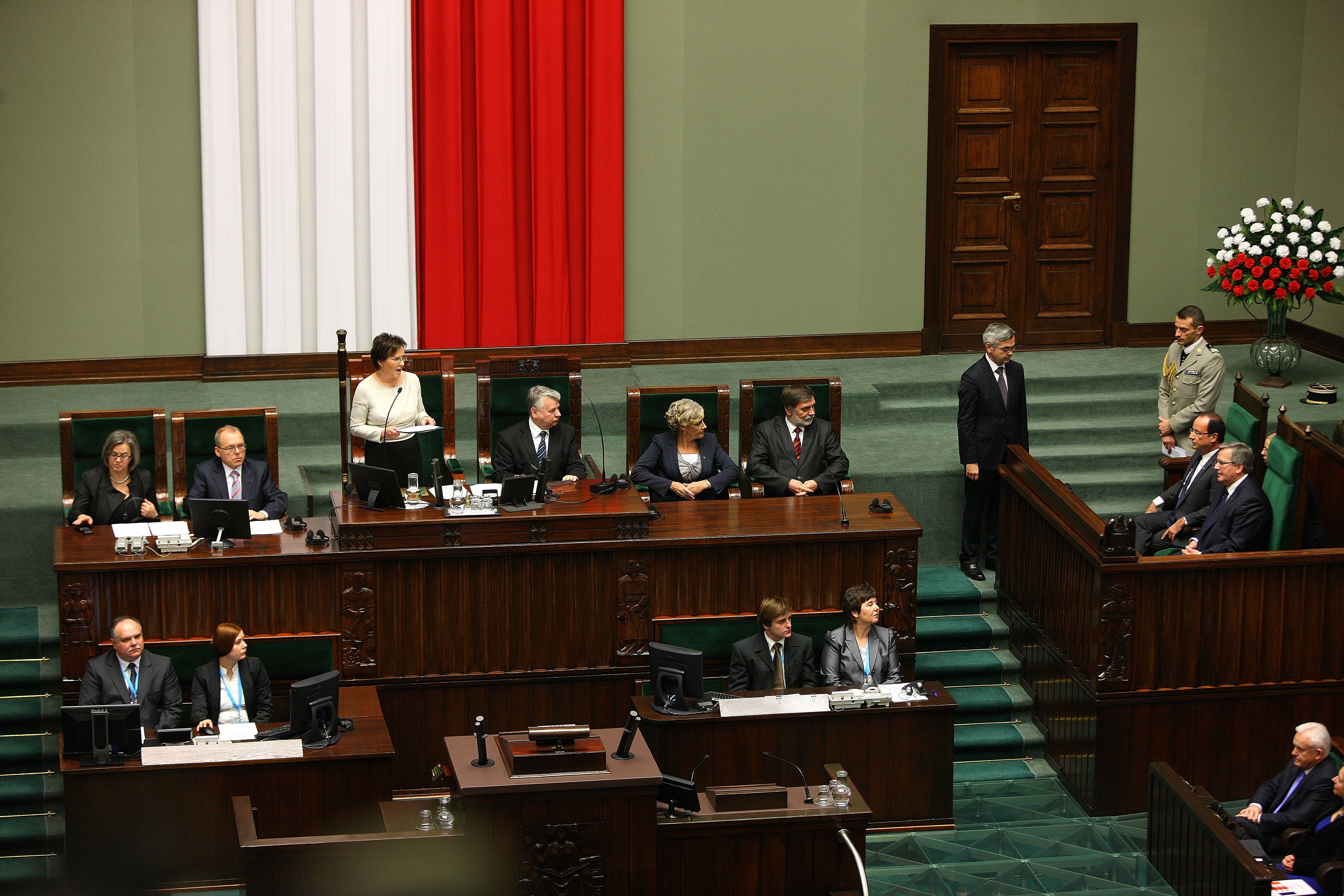
Prezydent Francji François Hollande podczas Uroczystego zgromadzenia posłów i senatrów. 16 listopada 2012

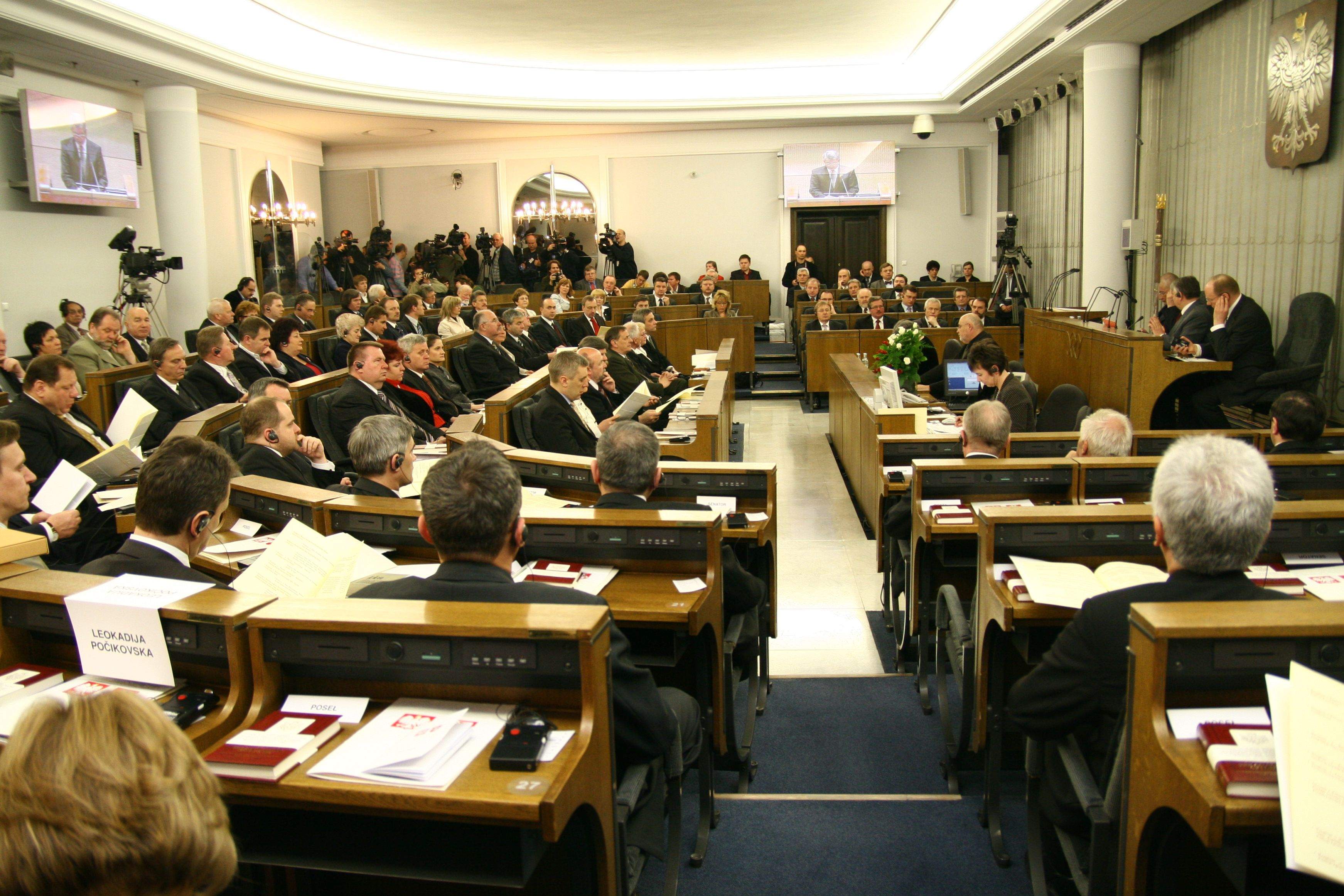
Zgromadzenie posłów i senatorów z okazji rocznicy uchwalenia Konstytucji 3 Maja, zsynchronizowanego z uroczystym posiedzeniem Sejmu Republiki Litewskiej w Sali Obrad Senatu (2 maja 2007)

| Data              | Charakterystyka | Przewodniczący/Przewodnicząca | Przewodniczący/Przewodnicząca            |
| Data              | Charakterystyka | Sejm                          | Senat                                    |
| ----------------- | --- | ----------------------------- | ---------------------------------------- |
| 10 lipca 1989     | Wspólne posiedzenie Sejmu i Senatu PRL z okazji wizyty prezydenta Stanów Zjednoczonych. Przemówienia Wojciecha Jaruzelskiego i George’a H.W. Busha | Mikołaj Kozakiewicz           | N/A                                      |
| 25 stycznia 1990  | Wspólne posiedzenie Sejmu i Senatu PRL z okazji wizyty prezydenta Czechosłowacji. Przemówienia Wojciecha Jaruzelskiego i Václava Havla. Formalnie nie było odrębnym posiedzeniem, lecz częścią 19. posiedzenia Sejmu X kadencji, w której uczestniczyli również senatorowie.                                                                                 | Mikołaj Kozakiewicz           | N/A                                      |
| 3 maja 1991       | Uroczyste posiedzenie Sejmu i Senatu RP w celu uczczenia dwusetnej rocznicy uchwalenia Konstytucji 3 maja. | Mikołaj Kozakiewicz           | Andrzej Stelmachowski                    |
| 28 maja 1992      | Zgromadzenie posłów i senatorów z okazji wizyty prezydenta Izraela. Przemówienie Chaima Herzoga. | Józef Zych                    | N/A                                      |
| 2 maja 1993       | Uroczyste zgromadzenie posłów i senatorów w celu uczczenia 500-lecia ukształtowania się Sejmu polskiego. | Wiesław Chrzanowski           | August Chełkowski                        |
| 7 lipca 1994      | Uroczyste zgromadzenie posłów i senatorów z okazji wizyty prezydenta Stanów Zjednoczonych. Przemówienie Williama J. Clintona. | Józef Oleksy                  | N/A                                      |
| 8 maja 1995       | Wspólne posiedzenie Sejmu i Senatu RP w 50. rocznicę zakończenia II wojny światowej. Przemówienie prezydenta Lecha Wałęsy. | Józef Zych                    | Grzegorz Kurczuk                         |
| 6 lipca 1995      | Zgromadzenie posłów i senatorów z okazji wizyty kanclerza Niemiec. Przemówienie Helmuta Kohla. | Józef Zych                    | Adam Struzik                             |
| 23 grudnia 1995   | Wspólne posiedzenie Sejmu i Senatu w celu wysłuchanie orędzia prezydenta RP Aleksandra Kwaśniewskiego. Posiedzenie rozpoczęło się 7 minut po zakończeniu posiedzenia Zgromadzenia Narodowego zwołanego w celu odebrania przysięgi od nowo wybranego prezydenta.                                                                                              | Józef Zych                    | N/A                                      |
| 26 marca 1996     | Uroczyste zgromadzenie posłów i senatorów z okazji wizyty królowej brytyjskiej i Księcia Edynburga. Przemówienie Elżbiety II. | Józef Zych                    | Adam Struzik                             |
| 26 czerwca 1996   | Uroczyste zgromadzenie posłów i senatorów z okazji wizyty prezydenta Ukrainy. Przemówienie Łeonida Kuczmy. | Józef Zych                    | Grzegorz Kurczuk                         |
| 12 września 1996  | Uroczyste zgromadzenie posłów i senatorów z okazji wizyty prezydenta Francji. Przemówienie Jaques'a Chiraca. | Józef Zych                    | Adam Struzik                             |
| 10 listopada 1998 | Wspólne posiedzenie Sejmu i Senatu zwołane dla uczczenie osiemdziesiątej rocznicy odzyskania niepodległości. Podjęcie przez Sejm i Senat wspólnej uchwały. | Maciej Płażyński              | Alicja Grześkowiak                       |
| 11 czerwca 1999   | Uroczyste zgromadzenie posłów i senatorów z okazji wizyty papieża. Przemówienie Jana Pawła II | Maciej Płażyński              | Alicja Grześkowiak                       |
| 30 kwietnia 2004  | Uroczyste zgromadzenie posłów i senatorów z okazji przystąpienia Rzeczypospolitej Polskiej do Unii Europejskiej, z udziałem prezydentów Polski i Niemiec. Przemówienie Johannesa Raua. | Józef Oleksy                  | Longin Pastusiak                         |
| 6 kwietnia 2005   | Uroczyste zgromadzenie posłów i senatorów poświęcone uczczeniu pamięci Jego Świątobliwości Papieża Jana Pawła II. W trakcie posiedzenia odtworzono film z wystąpieniem zmarłego papieża, na uroczystym zgromadzeniu posłów i senatorów 11 czerwca 1999 r. | Włodzimierz Cimoszewicz       | Longin Pastusiak                         |
| 29 sierpnia 2005  | Uroczyste zgromadzenie posłów i senatorów poświęcone 25. rocznicy powstania „Solidarności”. Przemówienia Lecha Wałęsy i Wiesława Chrzanowskiego. | Włodzimierz Cimoszewicz       | Wiesław Chrzanowski                      |
| 13 grudnia 2006   | Uroczyste spotkanie posłów i senatorów poświęcone uczczeniu ofiar stanu wojennego. | Marek Jurek                   | Bogdan Borusewicz                        |
| 2 maja 2007       | Uroczyste zgromadzenie posłów i senatorów zsynchronizowane z posiedzeniem Seimasu Republiki Litewskiej z okazji rocznicy uchwalenia Konstytucji 3 maja Zgromadzenie odbyło się w Sali Obrad Senatu. | Ludwik Dorn Česlovas Juršėnas | Bogdan Borusewicz                        |
| 17 kwietnia 2008  | Uroczyste zgromadzenie posłów i senatorów z okazji wizyty prezydenta Państwa Izrael. Przemówienie Szimona Peresa. Zgromadzenie odbyło się w Sali Obrad Senatu. | N/A                           | Bogdan Borusewicz                        |
| 28 maja 2008      | Uroczyste zgromadzenie posłów i senatorów z okazji wizyty prezydenta Francji. Przemówienie Nicolasa Sarkozy’ego | Bronisław Komorowski          | Bogdan Borusewicz                        |
| 3 czerwca 2009    | Wspólne posiedzenie (uroczyste spotkanie) posłów i senatorów z okazji 20. rocznicy wyborów 4 czerwca 1989 r. Projekcja filmu „Polska droga do wolności”. Przemówienia Bronisława Komorowskiego, Lecha Wałęsy, Tadeusza Mazowieckiego, Bogdana Borusewicza oraz gości zagranicznych.                                                                          | Bronisław Komorowski          | Bogdan Borusewicz                        |
| 13 kwietnia 2010  | Zgromadzenie posłów i senatorów poświęcone uczczeniu pamięci ofiar katastrofy lotniczej pod Smoleńskiem. | Bronisław Komorowski          | Bogdan Borusewicz                        |
| 1 lipca 2011      | Zgromadzenie posłów i senatorów z okazji objęcia przez Polskę przewodnictwa w Radzie Unii Europejskiej. Przemówienia prezydenta Bronisława Komorowskiego i Przewodniczącego Parlamentu Europejskiego Jerzego Buzka. Emisja przemówienia przewodniczącego węgierskiego Zgromadzenia Narodowego László Kövéra.                                                 | Grzegorz Schetyna             | Bogdan Borusewicz                        |
| 16 listopada 2012 | Uroczyste zgromadzenie posłów i senatorów z okazji wizyty prezydenta Francji. Przemówienie François Hollande’a | Ewa Kopacz                    | Bogdan Borusewicz                        |
| 17 grudnia 2014   | Uroczyste zgromadzenie posłów i senatorów z okazji wizyty prezydenta Ukrainy. Przemówienie Petra Poroszenki | Radosław Sikorski             | Bogdan Borusewicz                        |
| 22 grudnia 2015   | Uroczyste zgromadzenie posłów i senatorów z okazji 10. rocznicy zaprzysiężenia Lecha Kaczyńskiego na prezydenta Rzeczypospolitej Polskiej | Marek Kuchciński              | Stanisław Karczewski                     |
| 3 maja 2021       | Uroczyste zgromadzenie posłów i senatorów z okazji 230. rocznicy uchwalenia Konstytucji 3 maja, z udziałem prezydentów Polski i Litwy. Zgromadzenie obywało się jednocześnie z posiedzeniem Seimasu Republiki Litewskiej. Przemówienia Andrzeja Dudy, Gitanasa Nausėdy oraz Przewodniczącej Seimasu Viktoriji Čmilytė-Nielsen (przemówienie zdalne z Wilna). | Elżbieta Witek                | Tomasz Grodzki Viktorija Čmilytė-Nielsen |
| 11 marca 2022     | Uroczyste zgromadzenie posłów i senatorów z okazji 23. rocznicy przystąpienia Polski do Organizacji Traktatu Północnoatlantyckiego i wysłuchania przemówienia prezydenta Andrzeja Dudy. Zdalne przemówienia prezydenta Ukrainy Wołodymyra Zełenskiego oraz sekretarza generalnego NATO Jensa Stoltenberga podczas rosyjskiej inwazji na Ukrainę              | Elżbieta Witek                | Tomasz Grodzki                           |
| 25 kwietnia 2025  | Uroczyste Zgromadzenie posłów i senatorów z okazji 1000. rocznicy koronacji Bolesława Chrobrego na króla Polski. Zgromadzenie odbyło się w hali im. Mieczysława Łopatki w Gnieźnie. | Szymon Hołownia               | Małgorzata Kidawa–Błońska                |